# Ana Ida Alvares
Ana Ida Margarita Alvarez Vieira, född 22 januari 1965 i São Paulo, är en brasiliansk före detta volleybollspelare.
Alvares blev olympisk bronsmedaljör i volleyboll vid sommarspelen 1996 i Atlanta.